# Пјано Гата
Пјано Гата је насеље у Италији у округу Агриђенто, региону Сицилија.
Према процени из 2011. у насељу је живело 10 становника. Насеље се налази на надморској висини од 65 м.